# Marian Edward Sypniewski
Marian Edward Sypniewski (ur. 13 lutego 1908 w Czamaninie, pow. nieszawski, zm. kwiecień 1940 w Katyniu) – nauczyciel, żołnierz Wojska Polskiego, ofiara zbrodni katyńskiej.

## Życiorys
Urodził się w rodzinie Bolesława i Lucyny z Dobrogojskich. Ukończył Seminarium Nauczycielskie w Koźminie w roku 1929, później wstąpił do Szkoły Podchorążych Rezerwy Piechoty w Grudziądzu. Był nauczycielem w Szkole Powszechnej w Pobiedziskach (1931–1939). W okresie od 1 października 1931 do 31 stycznia 1932 roku uczył również w Publicznej Szkole Powszechnej w Gołuninie. Jako porucznik, 1 stycznia 1937 roku przydzielony został do 58 Pułku Piechoty. Tuż przed wybuchem II wojny światowej 30 sierpnia 1939 roku został powołany do wojska razem z około 220 rezerwistami. Trafił do Ośrodka Zapasowego 14 Dywizji Piechoty w Strzelcach k. Kutna. Ewakuowany na wschód. Część żołnierzy z oddziału Mariana Sypniewskiego przedostała się przez Mińsk Mazowiecki i Radzyń Podlaski do Kowla. 17 września, po agresji sowieckiej oddział został zdemobilizowany. Jednak część żołnierzy skierowała się na zachód i po walkach nad Wieprzem w rejonie Łęcznej i Lublina dołączyła w końcu do SGO „Polesie”. Do kapitulacji Grupy walczyła w jej składzie w rejonie Kocka. Część żołnierzy, a wśród nich Marian Sypniewski, 8 września 1939 roku nieopodal Korchowa pod Tarnogrodem została wzięta do niewoli przez Armię Czerwoną. Był więźniem obozu przejściowego w miejscowości Bołoto k. Putywla, następnie obozu NKWD w Kozielsku. Zamordowany w Katyniu. Na liście wywozowej z 9 kwietnia 1940 roku Marian Sypniewski zapisany był pod numerem 025/3. Został rozstrzelany 13–14 kwietnia 1940 roku. Spoczywa na Polskim Cmentarzu Wojennym w Katyniu.
Od 20 kwietnia 1935 roku był mężem nauczycielki Haliny z Kandziorów.
5 października 2007 minister obrony narodowej Aleksander Szczygło mianował go pośmiertnie na stopień kapitana. Awans został ogłoszony 9 listopada 2007, w Warszawie, w trakcie uroczystości „Katyń Pamiętamy – Uczcijmy Pamięć Bohaterów”.

## Upamiętnienie
Marian Sypniewski jest patronem jednej z ulic w Pobiedziskach.
Przed Szkołą Podstawową im. Kazimierza Odnowiciela przy ul. Kostrzyńskiej w Pobiedziskach znajduje się tablica upamiętniającą byłego nauczyciela tej szkoły. Na głazie narzutowym jest napis „Pamięci Mariana Sypniewskiego, nauczyciela Szkoły Podstawowej w Pobiedziskach 1931–1939. Zamordowanemu w Katyniu”.
Został także upamiętniony na tabliczkach epitafijnych na Polskim Cmentarzu Wojennym w Katyniu, w Kaplicy Katyńskiej w katedrze polowej Wojska Polskiego w Warszawie, w kaplicy przy Kościele Dominikanów w Poznaniu, na Krzyżu Katyńskim w Pobiedziskach oraz na Pomniku Ofiar Katynia w Bramie Korchowskiej w Tarnogrodzie.

## Zobacz też

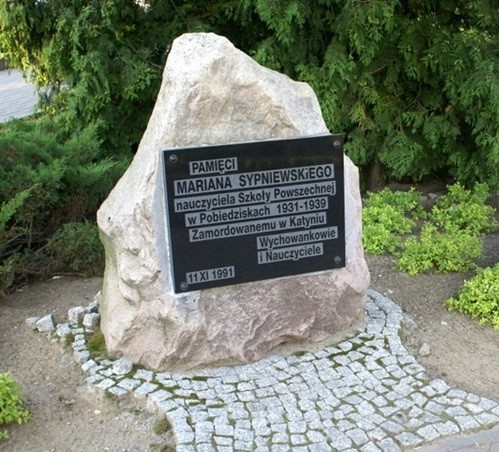
Tablica pamiątkowa poświęcona Marianowi Sypniewskiemu.